# Tottenham Hotspur FC

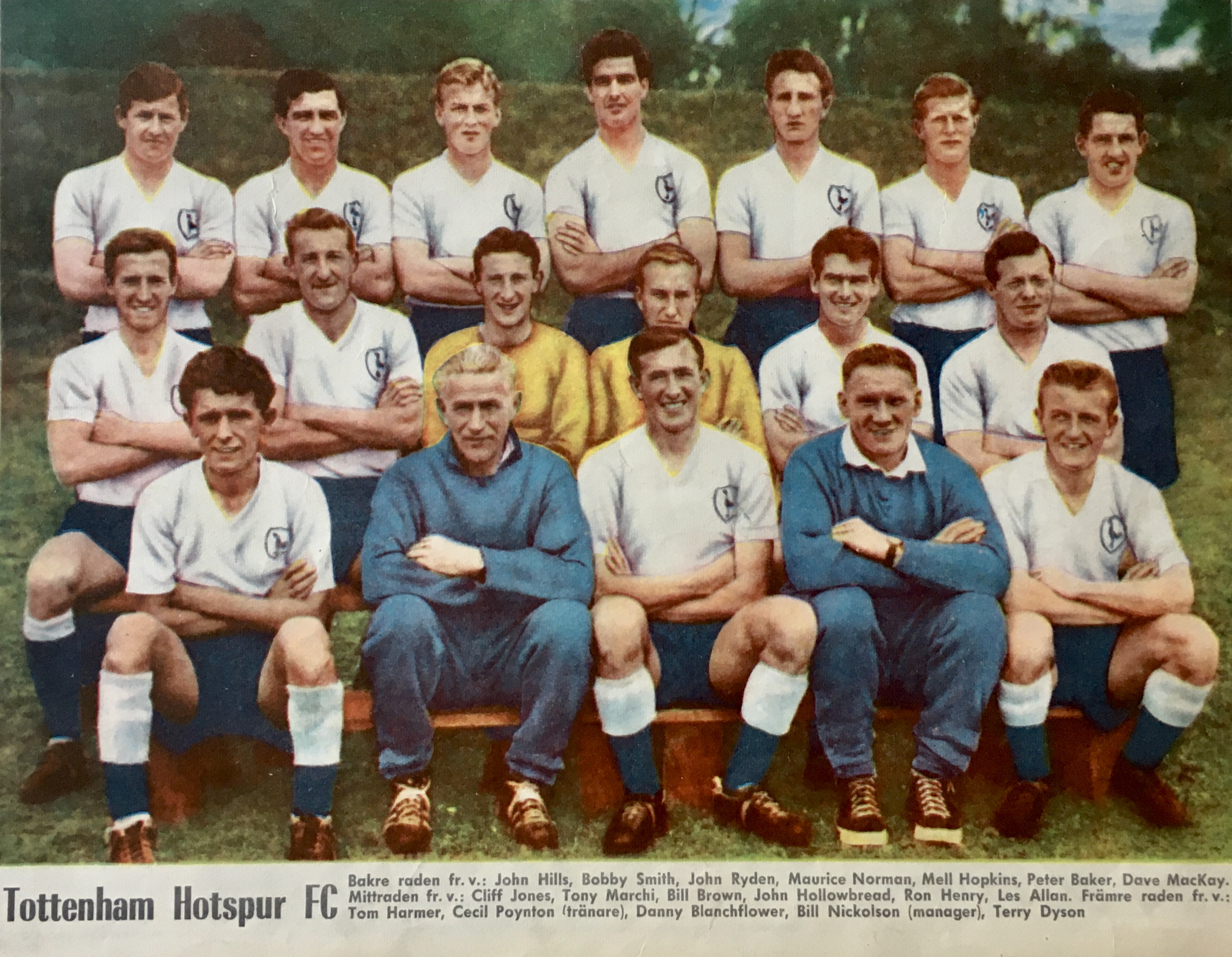
Tottenham Hotspur F.C. 1960 med bland andra Danny Blanchflower i laget och med Bill Nicholson som lagledare.

Tottenham Hotspur FC, populärt Tottenham eller Spurs, är en engelsk professionell fotbollsklubb från stadsdelen Tottenham i norra London. Klubben grundades 1882. Tottenham har tävlat i Premier League sedan starten 1992. 
Hemmamatcherna spelas på den nybyggda arenan Tottenham Hotspur Stadium som invigdes den 3 april 2019. Arenan har en publikkapacitet på 62 850 åskådare. Tidigare spelade Tottenham på White Hart Lane.  
1901 vann Tottenham FA-cupen trots att klubben inte tillhörde The Football League. Ingen annan klubb har lyckats upprepa denna bravad.
Tottenham har vunnit den engelska högstaligan två gånger. Den första ligatiteln togs 1950/51. Säsongen 1960/61 var Tottenham först ut på 1900-talet att knipa "dubbeln", det vill säga att vinna den högsta serien i England och FA-cupen samma säsong. Genom att vinna Cupvinnarcupen 1962/63 blev Tottenham det första laget från Storbritannien att ta en stor europeisk cuptitel.  Tottenham vann även premiärupplagan av Uefacupen, 1971/72. 2019 spelade Tottenham sin första final i Uefa Champions League.
Tottenhams latinska motto är Audere est Facere ("To Dare Is to Do", "Att våga är att göra"). Klubbemblemet är en tupp som står på en fotboll. Namnet "Hotspur" härstammar från riddaren Harry Hotspur.
Spurs huvudrivaler är Londonklubbarna Arsenal och Chelsea. Derbyt mot grannen Arsenal är känt som "The North London Derby". Tottenhams damlag, Tottenham Hotspur FC Women, spelar i FA Women's Super League.   
Den 6 oktober 1983 blev Tottenham den första klubben i världen att introduceras på börsen. 2025 rankade Forbes Tottenham som den nionde högst värderade fotbollsklubben internationellt med ett uppskattat värde av 3,3 miljarder dollar.

## Historia

### Från start till proffsklubb (1882–1908)

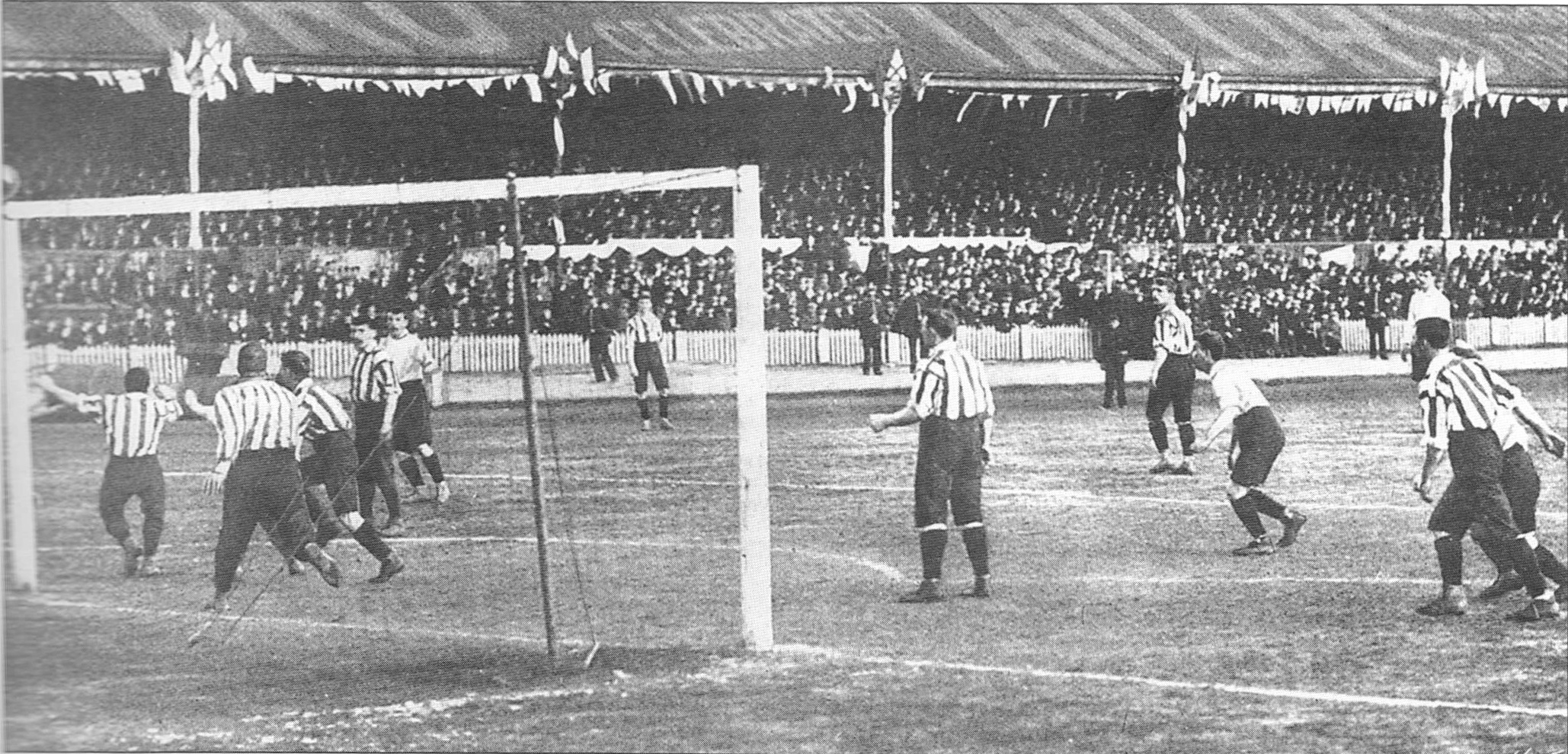
Tottenham möter Sheffield United i FA-cupfinalen 1901.

Sensommaren 1882 bildades klubben under namnet Hotspur FC av några grabbar från The Hotspur Cricket Club. Medlemmarna kom från de lokala skolorna Tottenham Grammar och St John's Middle Class. Skolpojkarna brukade ha sina möten under en gaslykta på Park Lane i närheten av där White Hart Lane ligger i dag. Namnet Hotspur härstammar från den engelska 1300-talskrigaren och Shakespearekaraktären Harry Hotspur, vars rykte som orädd hjälte och hetsporre skulle symbolisera klubbens anda.
Den 30 september 1882 spelade klubben sin första fotbollsmatch mot den lokala klubben Radicals, som slutade 0–2. 1884 ändrades namnet till Tottenham Hotspur FC för att inte blandas ihop med London Hotspur. Den första tävlingsmatchen spelades 1885 i London Association Cup, där Tottenham besegrade St Albans med 5–2, och den 19 november 1887 mötte klubben Royal Arsenal för första gången och vann med 2–1. Tottenham spelade till en början vid Tottenham Marshes, men flyttade 1888 till Northumberland Park och tog sedan över ett fält vid sidan av puben White Hart vid Tottenham High Road. Den 4 september 1899 spelades den första matchen på klubbens nya hemvist White Hart Lane, som vanns mot Notts County med 3–1 inför omkring 5 000 åskådare, där David Copeland gjorde klubbens första hat trick. Inför julen 1895 blev klubben professionell, och blev en av klubbarna i Southern Football League 1896.
Tottenham spelade först i blåa tröjor, sedan varierade klubbens färger; alltifrån ljusblå tröjor och vita shorts till röda tröjor och blåa shorts, till chokladbruna tröjor och guldaktiga shorts. 1899/00 ändrades färgerna till dagens liljevita tröjor och marinblå shorts.
År 1900 vann Tottenham Southern League. Året därpå blev Tottenham det första och hittills enda laget utanför The Football League att vinna FA-cupen. Finalen spelades den 20 april 1901 i London mot Sheffield United inför den unika publiksiffran 114 815 personer. Matchen slutade 2–2 och det blev omspel den 27 april på Burnden Park i Bolton, som Tottenham vann med 3–1 inför 20 740 åskådare.
Tottenhams publik uppträdde oacceptabelt under säsongen 1901/02 och Southern League skickade en lista på krav för att klubben skulle ha potential att garantera säkerheten.
1908 blev Tottenham invalda i The Football League och fick börja i andradivisionen. Där kom klubben tvåa redan sin första säsong och kunde därmed avancera till högstadivisionen.

### Krigs- och mellankrigstiden (1909–1949)

Klubbens ligaplaceringar från och med 1908.

Under åren fram till första världskrigets utbrott 1914 fick Tottenham kämpa för att undvika nedflyttning, och hamnade på sista plats 1914/15. När kriget rasade tog klubben paus och spelade endast i olika regionala ligor. Elva Tottenhamspelare dödades under militärtjänsten i kriget.
1919/20 tog klubben sig an ligafotboll igen, och trots sistaplaceringen i den senaste upplagan av serien innan kriget fick Tottenham en chans att vara kvar i högsta divisionen eftersom serien skulle utökas från 20 till 22 klubbar. Ligans ordförande John McKenna från Liverpool, som var nära vän med Arsenals ordförande Sir Harry Norris, argumenterade för att de båda sist placerade klubbarna i första divisionen – Chelsea (19:e) och Tottenham (20:e) – inte automatiskt skulle få stanna kvar. Efter viss diskussion valdes Chelsea att få stanna kvar, och en omröstning avgjorde vilken klubb som skulle få den sista lediga platsen; Tottenham (20:e i första divisionen), Wolverhampton Wanderers (fyra i andra divisionen), Arsenal (sexa i andra divisionen) eller den betydligt lägre placerade trion Nottingham Forest-Birmingham City-Hull City. Harry Norris Arsenal fick 18 röster, och samma dag dog även papegojan som Tottenham tagit med sig som maskot från en turné i Sydamerika 1909; dessa två slumpartade händelser gav upphov till klubbarnas rivalitet.
Den säsongen, i andra divisionen, tog Tottenham revansch och vann serien. 1920/21 kom klubben på en sjätteplats i högsta divisionen och vann FA-cupen för andra gången i historien. Finalen på Stamford Bridge i London den 23 april 1921 vanns mot Wolverhampton Wanderers med 1–0. 1921/22 slutade Tottenham tvåa efter Liverpool, men därefter sjönk tabellplaceringarna successivt innan klubben återigen degraderades till andra divisionen efter att ha slutat på en 21:a plats 1927/28.
Tottenham tillbringade fem säsonger i andra divisionen innan klubben lyckades gå upp igen. 1932/33 vann Tottenham serien överlägset då George Hunt, Willie Evans och Taffy O'Callaghan var de stora målgörarna. I återkomsten 1933/34 slutade Tottenham på tredje plats, men 1935 skulle klubben åter åka ur högsta divisionen. Klubben hade heller inga framgångar i FA-cupen åren 1935–1938, men det blev dock tre kvartsfinaler, och matchen mot Sunderland i mars 1938 sågs av 75 038 personer (vilken slutade 0–1).
När andra världskriget bröt ut låg Tottenham på sjunde plats i andra divisionen – kriget kom sedan att sätta stopp för fotbollen i England under några år.

### Tottenham med flera historiska titlar (1949–1974)
1949 blev Arthur Rowe tränare i Tottenham, som 1949/50 kom att vinna andra divisionen med klubben och säsongen därpå även ta hem högsta divisionen som nykomlingar – således blev klubben först i England att vinna ligan som nykomlingar. Stora stjärnor vid denna tid var Alf Ramsey, Ronnie Burgess, Ted Ditchburn, Len Duquemin, Sonny Walters och Bill Nicholson. Under säsongen hade klubben stått för ett antal storsegrar som 6–1 mot Stoke City, 5–1 mot Portsmouth och 7–0 mot Newcastle United.

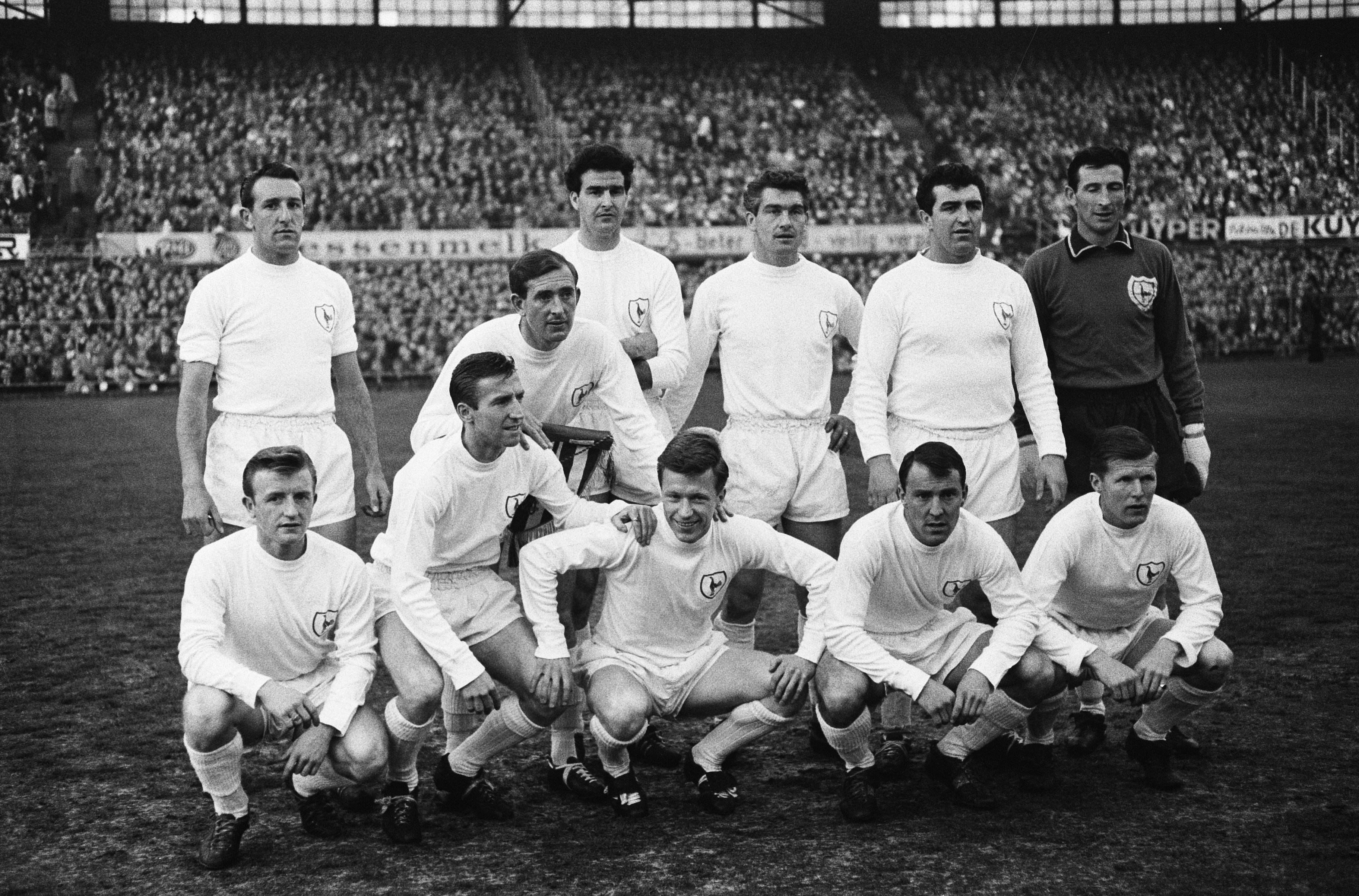
Tottenham efter att ha vunnit finalen i Cupvinnarcupen mot Atlético Madrid med 5–1 1963.

1951/52 kom Tottenham tvåa i ligan, och efter några mindre lyckade år ersattes Arthur Rowe av Jimmy Anderson 1955. 1957 blev Tottenham återigen tvåa, och 1958 tog Bill Nicholson över. Nicholson kom dock att få se klubben sluta på 18:e plats under sin första säsong som tränare, men fick ändå fortsatt förtroende. En tredjeplats i ligan 1959/60 följdes 1960/61 upp med att klubben blev första lag under 1900-talet att vinna "dubbeln", det vill säga både ligan och FA-cupen samma säsong. FA-cupfinalen spelades mot Leicester City och vanns med 2–0.
Säsongen 1961/62 slutade Tottenham trea på nytt, fast nådde semifinal mot Benfica i Europacupen, vilken förlorades med sammanlagt 4–3. Klubben vann på nytt FA-cupen efter seger mot Burnley med 3–1, och 1962/63 blev Tottenham första klubben från Storbritannien att vinna en europeisk cuptitel i form av Cupvinnarcupen efter finalvinst mot Atlético Madrid med 5–1.
Därefter blev klubben mindre framgångsrik i ligan och fick i stället rikta in sig på cupspelet. 1964 värvades Alan Gilzean, Mike England, Terry Venables, Joe Kinnear, Allan Mullery, Cyril Knowles och den unga målvakten Pat Jennings. 1967 vann Tottenham FA-cupen för femte gången efter finalvinst mot Chelsea med 2–1. Klubben slutade då trea i ligan, och 1971 vann klubben Ligacupen för första gången efter seger mot Aston Villa i finalen med 2–0. Tottenham skulle 1972 också bli den första klubben att vinna den nystartade turneringen Uefacupen. 1973 vann klubben på nytt Ligacupen efter seger mot Norwich City i finalen med 1–0. 1974 nåddes också en ny Uefacupfinal, men denna förlorade Tottenham mot Feyenoord efter 2–2 hemma och 0–2 borta.

### Från 1975 till konkurshotet 1991
Fyra raka år utan någon ligaframgång gjorde att Nicholson fick lämna Tottenham under 1974/75, då Terry Neil tog över men fick lämna klubben efter två säsonger och ersattes av Keith Burkinshaw. Burkinshaws första säsong 1976/77 slutade med att klubben degraderades, men trots det fick Burkinshaw fortsatt förtroende. Klubbens stormålvakt Pat Jennings såldes till ärkerivalen Arsenal, och med en ung Glenn Hoddle som spelfördelare på mittfältet lyckas klubben ta sig tillbaka till högsta divisionen. Den 22 oktober 1977 vann Tottenham en hemmamatch mot Bristol Rovers med hela 9–0.
1978 som nykomling värvades argentinarna Ricardo Villa och Osvaldo Ardiles, och 1981 värvas den rutinerade målvakten Ray Clemence från Liverpool. 1981 vann Tottenham FA-cupen, efter seger mot Manchester City i den 100:e FA-cupfinalen i historien. 1982 lyckades klubben också försvara FA-cuptiteln genom att vinna mot Queens Park Rangers. Samma år gick klubben också till Ligacupfinal, men fick då se Liverpool vända och vinna i matchens två sista minuter, och i semifinalen av Cupvinnarcupen gick Barcelona som segrare.

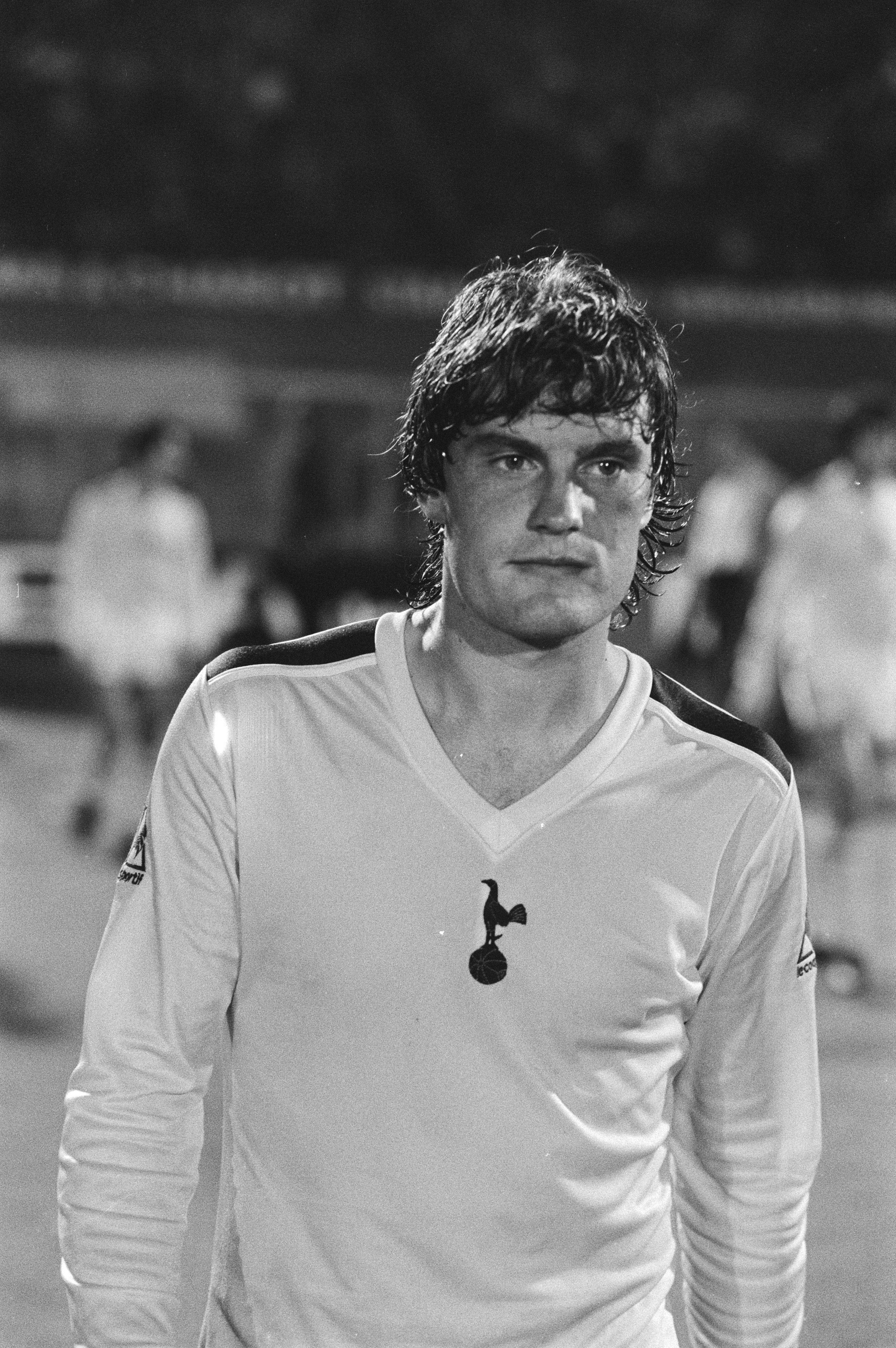
Glenn Hoddle under en match mot Ajax 1981.

1984 vann Tottenham Uefacupen för andra gången i historien, efter finalvinst mot Anderlecht på straffar (1–1 i båda mötena efter ordinarie speltid). I oktober 1983 blev Tottenham den första fotbollsklubben i världen att börsnoteras; i slutet av maj 1984 avgick Keith Burkinshaw med orden "There used to be a football club there" – det vill säga han ansåg att Tottenham höll på att bli en klubb som tänkte mer på pengar än fotboll. Ny tränare blev Tottenhams assisterande tränare Peter Shreeves, som kom att leda Tottenham till en tredjeplats i ligan och en kvartsfinal i Uefacupen. I maj 1985 inträffade katastrofen på Heyselstadion i Belgien, vilket ledde till att alla engelska klubbar blev avstängda från Europacupspel i fem år. Detta blev ett hårt slag för Tottenham.
1986 slutade med en tiondeplats i ligan och Shreeves fick sparken efter säsongen; David Pleat utsågs till ny tränare. 1986/87 blev en succésäsong, då Pleat såg till att Tottenham började spela en både framgångsrik och mer publikunderhållande fotboll med inspiration från det belgiska landslaget i VM 1986. Tottenham slutade trea i ligan och gick till FA-cupfinal mot Coventry City, som Tottenham förlorade med 3–2 efter förlängning – ett självmål avgjorde matchen när bollen tog på Gary Mabbutts knä och gick in i mål – Tottenhams första finalförlust i FA-cupen. Klubben nådde semifinal i Ligacupen där man förlorade mot ärkerivalen Arsenal. Under säsongen gjorde Clive Allen totalt 49 mål (33 ligamål och 16 mål i cupspelen), och utsågs till "årets spelare" i ligan.
I oktober 1987 avgick Pleat efter att en skandal i hans privatliv rullats upp i den engelska tabloidpressen. Klubben drabbades av kris, och Terry Venables fick uppdraget att ersätta Pleat. Under hans första säsong slutade Tottenham på 13:e plats och inför 1988/89 värvade Tottenham spelare som Paul Gascoigne och Paul Stewart. Detta resulterade i en sjätteplats, och 1989/90 efter att ha värvat Gary Lineker lyckades Tottenham avancera till en tredjeplats i tabellen.
Tottenham skapade fler rubriker vid denna tid; klubben fick stora ekonomiska problem efter att ha investerat stora pengar i att renovera White Hart Lane under 1980-talet. Detta hindrade dock inte klubben från att vinna FA-cupen 1991, vilket också innebar att det akuta konkurshotet kunde avvärjas en tid. Året efter såldes Gascoigne till Lazio, och Gary Lineker avslutade sin karriär i den japanska ligan. Sommaren 1991 räddade Sir Alan Sugar Tottenham från konkurs; han hade gjort sig rik på datorer i det egna företaget Amstrad.

### Klubbens första 15 år i Premier League (1992–2006)
Under den första FA Premier League-säsongen 1992/93 slutade Tottenham på åttonde plats med bland annat nyförvärvet Teddy Sheringham i laget. Klubben leddes av Doug Livermore och Ray Clemence, Terry Venables fick sparken som klubbdirektör av ordföranden Alan Sugar efter tvivelaktiga ekonomiska affärer. Sommaren 1993 blev den forna Tottenhamspelaren Osvaldo Ardiles ny tränare, och han uttalade Tottenham som "Tottingham". Ardiles första säsong som tränare i klubben slutade med en 15:e plats i ligan.
Efter VM i USA 1994 värvades den tyska världsmästaren Jürgen Klinsmann och även rumänerna Gheorghe Popescu och Ilie Dumitrescu. Ett anfallsinriktat Tottenham fick på grund av sin defensiv kämpa i botten av tabellen, och Ardiles fick sparken i oktober 1994. Ersättaren Gerry Francis lyckades avstyra en degradering och förde klubben upp till en sjundeplats i stället. Tottenham gick till semifinal i FA-cupen, men förlorade mot slutsegrarna Everton med 4–1. Efter säsongen såldes Nick Barmby till Middlesbrough, Popescu till Barcelona och klubbens bästa målskytt Klinsmann till Bayern München.
1995/96 slutade Tottenham åtta i tabellen och säsongen därpå tia. En frustrerad Teddy Sheringham såldes sommaren 1997 till Manchester United efter att tidigare kontraktsförhandlingar hade lagts ned, och Sheringhams värvade ersättare blev Les Ferdinand. Till följd av klubbens resultat under hösten 1997 sparkades Gerry Francis i november då Tottenham låg näst sist i tabellen. Francis efterträdare blev schweizaren Christian Gross, som skulle få utstå nio tuffa månader med Tottenham i nedflyttningszonen. Dessutom nekade den brittiska regeringen ett arbetstillstånd till Gross mest betrodda medhjälpare, fystränaren Fritz Schmid, som hade varit en integrerad del av Gross "utbildning i Grasshoppers". En 2–0-vinst i Gross första match som ansvarig följdes snabbt upp med en 1–6-förlust i Gross första hemmamatch mot Chelsea, vilket var Tottenhams största hemmaförlust på 61 år. I december lånade klubben Jürgen Klinsmann från italienska Sampdoria och Tottenham avslutade säsongen med att bara förlora en av säsongens nio sista matcher. Gross hade dock gjort sig impopulär bland fansen efter bråk med Klinsmann och sina taktiska disponeringar av laget, som slutade på 14:e plats. Gross avskedades efter bara tre matcher i följande säsong (två förluster) och valet som ersättare blev kontroversiellt eftersom förra Arsenal-spelaren och tränaren George Graham fick jobbet, varefter Tottenham hamnade i mitten av tabellen men vann Ligacupen efter seger mot Leicester City med 1–0 då målet inföll i matchens 93:e minut. David Ginola fick priset som "årets spelare" i Premier League 1998/99. Säsongen 1999/00 slutade Tottenham på tionde plats och åkte dessutom ur FA-cupen, Ligacupen och Uefacupen inom en och samma månad.
I februari 2001 tog bolaget Enic Group, ägd av affärsmännen Joe Lewis och Daniel Levy, över som ny majoritetsägare i klubben och i april samma år fick Graham sparken och han ersattes av forna storspelaren Glenn Hoddle då klubben återfanns på 13:e plats. Hoddles första match var semifinalen i FA-cupen mot ärkerivalen Arsenal, som slutade i förlust. Den Bosman-registrerade mittbacken Sol Campbell kunde efter sommaren 2001 ha blivit Tottenhams högst betalda spelare någonsin, då klubben erbjöd honom 100 000 pund i veckan i lön för att vilja fortsätta i klubben, men efter månader av förhandlingar valde Campbell slutligen att övergå till Arsenal – varefter han stämplades som "Judas" av Tottenhams supportrar. Hoddle vände sig till mer erfarna spelare under sin första helsäsong i form av Teddy Sheringham (återkomst i Tottenham efter sejouren i Manchester United), Gus Poyet och Christian Ziege. När Tottenham tog emot Manchester United på hemmaplan i mitten av säsongen spelade lagen ut varandra varsin halvlek, slutställning 3–5. Säsongen (2001/02) slutade med en nionde plats, och även en Ligacupfinal, men förlust i denna mot Blackburn Rovers. Under nästkommande säsong värvades Robbie Keane, men utan framgångar. Sex matcher in på säsongen 2003/04 fick Hoddle sparken efter klubbens inledande resultat, och nygamle David Pleat tog över som tränare för resten av säsongen, som Tottenham avslutade på en 14:e plats i ligan.
Dansken Frank Arnesen blev ny sportchef och den före detta franska förbundskaptenen Jacques Santini blev ny tränare 2004. Som Santinis assistent utsågs holländaren Martin Jol och några nyförvärv var Paul Robinson, Michael Carrick, Erik Edman och Jermain Defoe. I november 2004 avgick plötsligt Santini, och Martin Jol – som snart skulle få smeknamnen "Tony Soprano" och "The Godfather" av supportrarna – tog över och bidrog till att Tottenham ryckte upp sig och slutade nia. Strax efter ligaavslutningen lockades sportchefen Arnesen över till Chelsea under stort rabalder, och han efterträddes av fransmannen Damien Comolli i september 2005. Jermaine Jenas, Lee Young-pyo, Paul Stalteri och så kallade "Pitbullen" Edgar Davids värvades. För första året på länge höll klubben hela tiden till i toppen av tabellen, och den sex månader långa bibehållna fjärdeplatsen gav kvalspel till Champions League. På natten inför den sista ligaomgången den 7 maj insjuknade stora delar av laget i vinterkräksjuka (först troddes att en buffé på hotellet laget bodde på inför matchen, The Mariott, var smittkällan). Utmattade förlorade Tottenham mot West Ham United med 1–2, samtidigt som Arsenal vann sin match mot Wigan Athletic och tog således Tottenhams fjärdeplats som i stället blev femma. Den 9 maj skrev Tottenham ett brev till FA och krävde omspel eftersom laget tvingats spela med sjuka spelare, men klubben fick nobben.

### 2007–2013
Efter klubbens start av säsongen 2007/08 avskedades Martin Jol och ersattes av Juande Ramos, som värvades från Sevilla. Klubben slutade femma i ligan, och nyförvärvet Dimitar Berbatov blev bästa målskytt. Under andra halvan av säsongen kontrade Tottenham med att vinna Ligacupen efter finalseger mot Chelsea med 2–1 i februari 2008. Ramos fick dock sparken i oktober 2008 efter att klubben förlorat mot Udinese i Uefacupen och var förankrat i botten av Premier League; vidare accepterade Harry Redknapp att bli ny tränare för Tottenham. Fotbollsdirektören Damien Comolli avskedades också, efter kritik mot försäljningarna av Dimitar Berbatov och Robbie Keane. Tottenham återvände därmed till en "traditionell" setup med Redknapp som ansvarade för coachning och spelare. Klubben avslutade säsongen på åttonde plats, men för andra året i rad nåddes finalen i Ligacupen, som dock denna gång förlorades mot Manchester United.
Under sommaren 2009 lockade Redknapp ett antal spelare till klubben och säsongsstarten på 2009/10 inleddes på ett lika framgångsrikt sätt som den avslutades, vilket resulterade i en fjärdeplats och klubben fick därmed kvalplats till Champions League. För första gången sedan 1962 i en motsvarighet till dagens Champions League lyckades Tottenham ta sig till gruppspel efter kvalvinst mot schweiziska Young Boys. Gruppen vanns och Tottenham nådde slutligen kvartsfinal mot Real Madrid där man åkte ur efter 0–4 borta och 0–1 hemma.
Under säsongen 2011/12 låg Tottenham länge på ligans tredjeplats under de båda Manchester-klubbarna Manchester United och Manchester City, men sedan Englands förbundskapten Fabio Capello avgått i februari 2012 och engelsk fotbollsmedia inlett vilda spekulationer om att Redknapp var det givna förstavalet som Englands kommande förbundskapten inför sommarens EM började Tottenhams matchform vika – och hamnade till slut på fjärde plats. I juni fick Redknapp beskedet om att hans tjänster inte längre ingick i klubbens framtidsplaner, varefter han lämnade klubben. 
Inför säsong 2012/13 annonserades portugisiska André Villas-Boas (senast tränare för Chelsea) vara utsedd till ny tränare i juli månad. De första två större spelarköpen därefter blev isländska Gylfi Sigurðsson och belgiska Jan Vertonghen. Tottenham inledde säsongen på tredje plats i Premier League, igen bakom Manchester United och Manchester City. I januari 2013 kontrakterade Tottenham 20-årige Ezekiel Fryers från Standard Liège för cirka tre miljoner pund, samt kontraktsfria Lewis Holtby från Schalke 04 för endast en personlig kontrakteringsbonus om 500 000 pund. Tottenham slutade femma denna säsong. 
Påföljande säsong startade trevande och efter en stor hemmaförlust mot Liverpool med 0-5 den 15 december blev Villas-Boas avskedad dagen efter förlustmatchen, med Spurs då på sjundeplats i Premier League. Ersättande huvudtränare Tim Sherwood anställdes med ett 18-månaders kontrakt och förde Spurs till en sjätteplacering säsong 2013/14. Trots detta blev Tim Sherwood avskedad i förtid i maj trots 59,1% matchsegerprocent vilket vid den tidpunkten var den största matchsegerprocenten som någon Tottenham-tränaren åstadkommit.

### Pochettino-eran 2014-2019
Den 24 maj anställde Spurs 42-åriga argentinska Mauricio Pochettino (då i Southampton FC) till huvudtränare på ett ambitiöst 5-årskontrakt. Detta skulle komma att visa sig bli den mest framgångsrika perioden i klubben på många årtionden vad gällde Premier League tabellplaceringar och resultat i Europacupspel som UEFA Champions League. 
Under Pochettinos första säsong som Spurs-tränare nådde laget en final i Engelska Ligacupen (som de förlorade). Spurs slutade på femteplats i Premier League med ligans yngsta medelålder (23,8 år). Ett ungt lag där Tottenhams egen akademispelare Harry Kane (då 21 år) gavs chansen som anfallare från start vilket resulterade i 21 mål och gav honom en andraplats i Premier League-skytteligan. Ett ungt lag där kärnan bestod av Harrys jämnåriga Dele Alli och Eric Dier samt mer rutinerade Kyle Walker och Danny Rose. Alla fem landslagsspelare för Englands herrlandslag i fotboll. 
Efter att under större delen av påföljande säsong ha varit huvudutmanare om ligatiteln tillsammans med överraskningslaget Leicester City slutade Spurs som Premier League-trea säsongen 2015–16, klubbens högsta slutplacering i ligan sedan 1990, 
Unga Tottenham-fostrade Harry Kane vann skytteligan med 25 mål.
Tottenham var även långt in i säsongen i en het strid om att vinna ligan säsong 2016–17, men slutade som ligatvåa, vilket var klubbens bästa slutplacering i ligan sedan säsong 1962/63, samt den högsta poängskörd någonsin för en ett lag som inte vunnit ligatiteln, under Premier Leagues historia. Spurs förblev obesegrade hemma på White Hart Lane för första gången på 52 år (sedan 1964/65). Speciellt eftersom detta var den sista säsongen någonsin på White Hart Lane som beslutat att rivas direkt efter säsongen för att färdigställa byggnationen en ny större modernare arena på samma mark. Den 12 maj 2016 gick Pochettino med på en kontraktsförlängning av sitt kontrakt fram till år 2021 och det bekräftades också att hans yrkestitel byttes från "huvudtränare" till "manager". Under säsongen deltog Spurs i UEFA Europa League och nådde en semifinal i FA-cupen.
Säsong 2017/18 spelade Spurs på Wembley Stadium medan nya arenabygget i Tottenham pågick. Spurs slutade trea i Premier League, deltog i UEFA Champions League och nådde en semifinal i FA-cupen.  
Den 24 maj 2018 skrev Pochettino på ett nytt femårskontrakt för att behålla honom i Tottenham till 2023. Spurs började även denna säsong med Wembley Stadium som sin tillfälliga arena då nya arenabygget blivit försenat. I december 2018 vann Pochettino sin 100:e Premier League-match som tränare för klubben efter en sen seger mot Burnley; han blev den första Tottenham-tränaren att nå denna milstolpe och den tredje snabbaste Premier League-tränaren att uppnå bedriften med en enda klubb. 
Spurs kunde flytta in i sin nybyggda arena, Tottenham Hotspur Stadium (åskådarkapacitet 62.850), mitt under säsongen och öppnades med en ceremoni 3 april 2019 med första tävlingsmatchen, en Premier League match mot Crystal Palace. Tottenham vann den matchen med 2–0, och Son Heung-min gjorde det första officiella målet i den nya arenan.
Den 8 maj 2019 ledde Pochettino Tottenham till sin första Champions League-final någonsin efter att ha besegrat Ajax på bortamål (3–3 sammanlagt), där hans Spurs kom tillbaka från ett underläge på 2–0 (3–0 sammanlagt) i halvtid i Amsterdam och Lucas Moura gjorde ett hattrick i andra halvlek. Finalen i Madrid slutade med en 2–0-förlust mot Liverpool. Tottenham slutade på en fjärdeplats i Premier League. 
Fem månader efter Champions League-finalen, den 19 november 2019, avskedades Pochettino av klubben då laget låg på 14:e plats i Premier League-tabellen. Ordförande Daniel Levy nämnde de "extremt nedslående" inhemska resultaten som orsaken bakom uppsägningen. "Det är inget jag någonsin velat göra": Daniel Levy erkänner att sparka Mauricio Pochettino var "svåraste beslut" han någonsin tagit som Tottenhams ordförande. Därmed var Pochettino-eran över.

### 2020-talet
Efter en säsongsstart där Spurs hamnat på fjortonde plats anställdes den portugisiska tränaren José Mourinho 20 november 2019. Spurs slutade till slut på sjätteplats i ligan denna säsong 2019/20. 
Påföljande säsong 2020/21 präglades av Covid-19-pandemin där Premier League matcherna efter några veckors uppehåll spelades för tomma läktare. Spurs deltog i UEFA Europa League. Efter dålig ligaform och uttåg i Europacup och FA-cup avskedades Mourinho 19 april 2021. Före detta Spurs-spelaren Ryan Mason ersatte Mourinho som tillfällig så kallad "interimtränare" och ledde laget i Engelska Ligacupen-finalen som Spurs dock förlorade. Spurs slutade sjua i ligan denna säsong 2020/21. 
Säsongen 2021/22 inleddes med att portugisiska Wolverhampton FC-tränaren Nuno Espírito Santo anställdes den 30 juni. Nunos taktik kom dock att kritiseras hårt av både supportrar och media och hans anställning varade bara fyra månader innan italienska tränaren Antonio Conte tog över. Antonio guidade Spurs till en fjärdeplats i ligan (mycket till följd av januari-kontrakterade svenska nyförvärvet Dejan Kulusevski och uruguayanska Rodrigo Bentancur, båda från Juventus. Spurs hade kvalificerat sig till spel i Uefa Champions League för sjunde säsongen av de tretton senaste.
Efter en formsvacka i ligan kritiserade Conte spelarna och klubbens ledning på presskonferenser; efter att ha blivit utslagna i både Champions League och FA-cupen blev Conté avskedad av Tottenham i mars 2023. Ett beslut som Conte hävdade var ömsesidigt.
Ange Postecoglou tog över som huvudtränare den 1 juli 2023. 
Den 17 juni annonserades svenska landslagsspelaren Dejan Kulusevskis permanenta övergång till Spurs med ett femårskontrakt. 
Den 2 februari 2024 presenterades svenska Lucas Bergvall, på sin 18-årsdag, som kontrakterad för "Spurs" då han skrev på ett femårskontrakt. Övergången uppgavs vara värd 113 miljoner kronor.

## Meriter

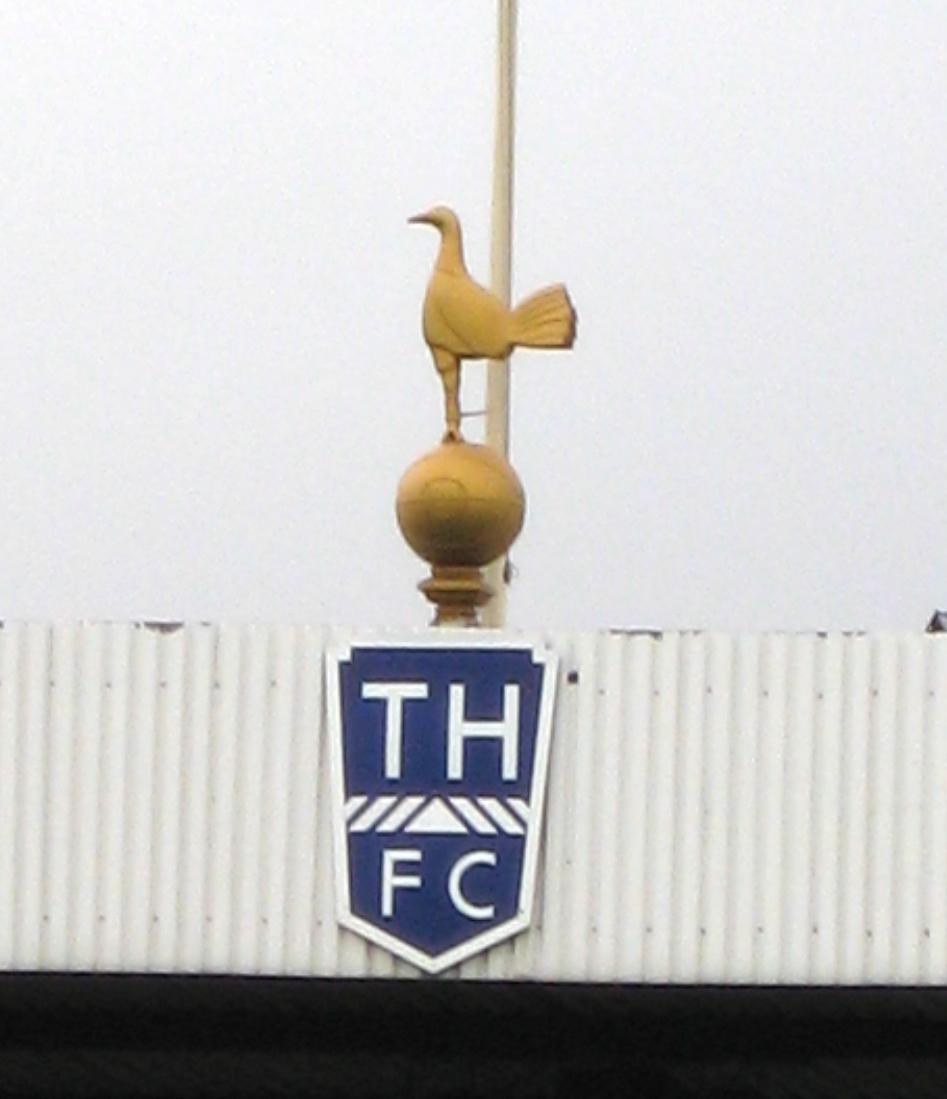
Den gyllene tuppen på White Hart Lane.

### Liga
- Premier League eller motsvarande (nivå 1): Mästare 1950/51, 1960/61
- The Championship eller motsvarande (nivå 2): Mästare 1919/20, 1949/50
- Southern Football League: Mästare 1899/00
- Western Football League: Mästare 1903/04

### Cup

#### England
- FA-cupen: Mästare 1900/01, 1920/21, 1960/61, 1961/62, 1966/67, 1980/81, 1981/82, 1990/91
- Ligacupen: Mästare 1970/71, 1972/73, 1998/99, 2007/08
- FA Community Shield: Mästare 1921, 1951, 1961, 1962, 1967 (delad), 1981 (delad), 1991 (delad)

#### Europa
- Uefa Europa League (tidigare kallad Uefa-cupen): Mästare 1971/72, 1983/84, 2024/2025
- Cupvinnarcupen: Mästare 1962/63
- Anglo-italienska ligacupen: Mästare 1971

## Spelare

### Spelartrupp
| 1  | Italien  | Guglielmo Vicario | 7 oktober 1996 | Empoli (-23)         |
| 31 | Tjeckien | Antonín Kinský    | 13 mars 2003   | Slavia Prag (-25)    |
| 40 | England  | Brandon Austin    | 8 januari 1999 | Tottenham Hotspur FC |

| 4  | Österrike     | Kevin Danso      | 19 september 1998 | Lens (-25)              |
| 6  | Rumänien      | Radu Drăgușin    | 3 februari 2002   | Genoa (-24)             |
| 13 | Italien       | Destiny Udogie   | 28 november 2002  | Udinese (-22)           |
| 17 | Argentina     | Cristian Romero  | 27 april 1998     | Atalanta (-21)          |
| 23 | Spanien       | Pedro Porro      | 13 september 1999 | Sporting (-23)          |
| 24 | England       | Djed Spence      | 9 augusti 2000    | Middlesbrough (-22)     |
| 33 | Wales         | Ben Davies       | 24 april 1993     | Swansea City (-14)      |
| 35 | England       | Ashley Phillips  | 26 juni 2005      | Blackburn Rovers (-23)  |
| 37 | Nederländerna | Micky van de Ven | 19 april 2001     | Wolfsburg (-23)         |
| -  | Kroatien      | Luka Vušković    | 24 februari 2007  | Hajduk Split (-25)      |
| -  | Japan         | Kōta Takai       | 4 september 2004  | Kawasaki Frontale (-25) |

| 8  | Mali     | Yves Bissouma     | 30 augusti 1996   | Brighton & Hove Albion (-22) |
| 10 | England  | James Maddison    | 23 november 1996  | Leicester City (-23)         |
| 14 | England  | Archie Gray       | 12 mars 2006      | Leeds United (-24)           |
| 15 | Sverige  | Lucas Bergvall    | 12 februari 2006  | Djurgårdens IF (-24)         |
| 20 | Ghana    | Mohammed Kudus    | 2 augusti 2000    | West Ham United (-25)        |
| 29 | Senegal  | Pape Matar Sarr   | 14 september 2002 | Metz (-21)                   |
| 30 | Uruguay  | Rodrigo Bentancur | 25 juni 1997      | Juventus (-22)               |
| 45 | England  | Alfie Devine      | 1 augusti 2004    | Wigan Athletic (-20)         |
| -  | Portugal | João Palhinha     | 9 juli 1995       | Bayern München (-25)         |

| 7  | Sydkorea  | Heung-Min Son    | 8 juli 1992       | Bayer Leverkusen (-15)  |
| 9  | Brasilien | Richarlison      | 10 maj 1997       | Everton (-22)           |
| 11 | Frankrike | Mathys Tel       | 27 april 2005     | Bayern München (-25)    |
| 18 | Sydkorea  | Min-Hyeok Yang   | 16 april 2006     | Gangwon (-25)           |
| 19 | England   | Dominic Solanke  | 14 september 1997 | Bournemouth (-24)       |
| 21 | Sverige   | Dejan Kulusevski | 25 april 2000     | Juventus (-22)          |
| 22 | Wales     | Brennan Johnson  | 23 maj 2001       | Nottingham Forest (-23) |
| 27 | Israel    | Manor Solomon    | 24 juli 1999      | Sjachtar Donetsk (-23)  |
| 28 | Frankrike | Wilson Odobert   | 28 november 2004  | Burnley (-24)           |
| 36 | Argentina | Alejo Véliz      | 19 september 2003 | Rosario Central (-23)   |
| 44 | England   | Dane Scarlett    | 24 mars 2004      | Tottenham Hotspur FC    |
| -  | Spanien   | Bryan Gil        | 11 februari 2001  | Sevilla (-21)           |

### Utlånade spelare
| Nr | Land | Pos | Namn |
| -- | ---- | --- | ---- |

| Nr | Land | Pos | Namn |
| -- | ---- | --- | ---- |

### Utvecklingslag
| Nr | Land         | Pos | Namn                        |
| -- | ------------ | --- | --------------------------- |
| 43 | England      | MF  | Nile John (-03)             |
| 45 | England      | MF  | Alfie Devine (-04)          |
| 46 | England      | F   | Malachi Fagan-Walcott (-02) |
| 48 | Estland      | F   | Maksim Paskotsi (-03)       |
| 49 | England      | F   | Marqes Muir (-02)           |
| 50 | Sierra Leone | F   | Kallum Cesay (-02)          |
| 51 | Skottland    | MF  | Matthew Craig (-03)         |
| 53 | England      | F   | Brooklyn Lyons-Foster (-00) |
| 54 | Irland       | MV  | Josh Keeley (-03)           |
| 55 | England      | A   | Romaine Mundle (-03)        |

| Nr | Land    | Pos | Namn                    |
| -- | ------- | --- | ----------------------- |
| 56 | England | F   | Charlie Sayers (-04)    |
| 57 | England | MF  | Max Robson (-02)        |
| 58 | Spanien | A   | Yago Santiago (-03)     |
| 60 | England | F   | Tyrell Ashcroft (-04)   |
| 61 | Irland  | MV  | Aaron Maguire (-04)     |
| 67 | England | A   | Roshaun Mathurin (-04)  |
| -  | England | MF  | Dante Cassanova (-04)   |
| -  | Irland  | MF  | Jamie Bowden (-01)      |
| -  | England | A   | Jude Soonsup-Bell (-04) |

#### Utlånade spelare
| Nr | Land    | Pos | Namn                                          |
| -- | ------- | --- | --------------------------------------------- |
| -  | England | A   | Dane Scarlett (i Portsmouth till 31 maj 2023) |

| Nr | Land   | Pos | Namn                                                |
| -- | ------ | --- | --------------------------------------------------- |
| -  | Irland | A   | Troy Parrott (i Preston North End till 31 maj 2023) |

### Akademilag
| Nr | Land    | Pos | Namn                    |
| -- | ------- | --- | ----------------------- |
| 62 | England | A   | Will Lankshear (-05)    |
| 63 | England | A   | Jamie Donley (-05)      |
| 65 | England | F   | Alfie Dorrington (-05)  |
| 70 | England | A   | Jaden Williams (-04)    |
| 71 | England | F   | Maxwell McKnight (-04)  |
| 73 | England | F   | Jahziah Linton (-04)    |
| 74 | Wales   | F   | William Andiyapan (-05) |

| Nr | Land    | Pos | Namn                      |
| -- | ------- | --- | ------------------------- |
| 77 | England | MF  | George Abbott (-05)       |
| -  | England | MF  | Billy Heaps (-05)         |
| -  | England | F   | Brandon Bryan-Waugh (-04) |
| -  | England | MV  | Luca Gunter (-05)         |
| -  | England | MF  | Riley Owen (-05)          |
| -  | England | MF  | Rio Kyerematen (-05)      |
| -  | Irland  | A   | Thomas Bloxham (-05)      |

### Kända Spurs-profiler
- John Cameron
- Thomas Clay
- Jimmy Seed
- Jimmy Dimmock
- Arthur Grimsdell
- Arthur Rowe
- George Hunt
- Johnny Morrison
- Ted Ditchburn
- Taffy O'Callaghan
- Bill Nicholson
- Eddie Baily
- Len Duquemin
- Les Bennett
- Les Medley
- Sonny Walters
- Sir Alf Ramsey
- Harry Clarke
- Charlie Withers
- Ron Burgess
- Peter Baker
- Ron Henry
- Terry Dyson
- Les Allen
- Cliff Jones
- Maurice Norman
- Bobby Smith
- Danny Blanchflower
- John White
- Jimmy Greaves
- Cyril Knowles
- Dave Mackay
- Mike England
- Martin Chivers
- Alan Gilzean
- Pat Jennings
- Steve Perryman
- Glenn Hoddle
- Osvaldo Ardiles
- Ricardo Villa
- Garth Crooks
- Ray Clemence
- Steve Archibald
- Chris Hughton
- Graham Roberts
- Gary Mabbutt
- Clive Allen
- Marc Falco
- Paul Allen
- Nico Claesen
- Steve Hodge
- Gary A. Stevens
- Chris Waddle
- Paul Gascoigne
- Paul Stewart
- David Howells
- Paul Walsh
- Nayim
- Erik Thorstvedt
- Gary Lineker
- Justin Edinburgh
- Neil Ruddock
- Teddy Sheringham
- Nick Barmby
- Darren Anderton
- Stephen Carr
- Jürgen Klinsmann
- Ilie Dumitrescu
- Gheorghe Popescu
- Les Ferdinand
- David Ginola
- Ledley King
- Robbie Keane
- Jermain Defoe
- Paul Robinson
- Edgar Davids
- Michael Carrick
- Aaron Lennon
- Dimitar Berbatov
- Michael Dawson
- Tom Huddlestone
- Luka Modric
- Gareth Bale
- Peter Crouch
- Rafael van der Vaart
- Christian Eriksen
- Harry Kane

## Tränare
- Frank Brettell 1898–1899
- John Cameron 1899–1906
- Fred Kirkham 1907–1908
- Peter McWilliam 1912–1927
- Billy Minter 1927–1929
- Percy Smith 1930–1935
- Jack Tresadern 1935–1938
- Peter McWilliam 1938–1942
- Arthur Turner 1942–1946
- Joe Hulme 1946–1949
- Arthur Rowe 1949–1955
- Jimmy Anderson 1955–1958
- Bill Nicholson 1958–1974
- Terry Neill 1974–1976
- Keith Burkinshaw 1976–1984
- Peter Shreeves 1984–1986
- David Pleat 1986–1987
- Terry Venables 1987–1991
- Peter Shreeves 1991–1992
- Doug Livermore och  Ray Clemence 1992–1993
- Osvaldo Ardiles 1993–1994
- Gerry Francis 1994–1997
- Christian Gross 1997–1998
- George Graham 1998–2001
- Glenn Hoddle 2001–2003
- David Pleat 2003–2004
- Jacques Santini 2004
- Martin Jol 2004–2007
- Juande Ramos 2007–2008
- Harry Redknapp 2008–2012
- Andre Villas-Boas 2012–2013
- Tim Sherwood 2013–2014
- Mauricio Pochettino 2014–2019
- José Mourinho 2019–2021
- Ryan Mason 2021 (tillfällig tränare)
- Nuno Espírito Santo 2021–2021
- Antonio Conte 2021–2023
- Cristian Stellini 2023
- Ryan Mason 2023 (tillfällig tränare)
- Ange Postecoglou 2023–2025
- Thomas Frank 2025–